# Pacta conventa
Pacta conventa (poslovenjeno dogovorjene obveznosti) je bil sporazum, prvič sklenjen leta 1573 med "poljskim narodom", se pravi plemstvom (šlahta) poljsko-litovske Republike obeh narodov, in kandidatom za novega kralja Henrikom Valoiškim pred njegovo izvolitvijo na  "svobodnih volitvah" (poljske wolna elekcja).
Listino je sestavila Zakonodajna skupščina. Pacta conventa je vsebovala obvezo novoizvoljenega kralja, da bo spoštoval zakone Republike obeh narodov, in natančno zapisala njegove obljube na področjih, kot so zunanja politika, davki, javni dolg, vojska itd.
Pacta conventa se je razlikovala od kralja do kralja, odvisno od tega, kaj je obljubil. Primer konkretne obljube v pacta conventa je obljuba kralja Vladislava IV. Vase, da bo ustanovil poljsko-litovsko mornarico na Baltskem morje.
Poleg lastne edinstvene pacta conventa je moral vsak novoizvoljeni kralj podpisati Henrikove člene, sklop privilegijev, poimenovan po Henriku Poljskemu, prvemu kralju, ki jih je podpisal. Henrikovi členi so bili stalni in nespremenljivi. Razlike med obema dokumentoma so z zaporednimi volitvami postopoma izginile. Oba dokumenta kot celota opisujeta večino kritičnih podrobnosti političnega sistema Republike obeh narodov.